# Karel XI van Zweden
Karel XI (Stockholm, 24 november 1655 — aldaar, 5 april 1697) was koning van Zweden van 1660 tot 1697. Hij was de enige zoon van Karel X Gustaaf van Zweden en Hedwig Eleonora van Sleeswijk-Holstein-Gottorp. Zijn buitenlandse politiek was succesrijk.

## Vroege jaren

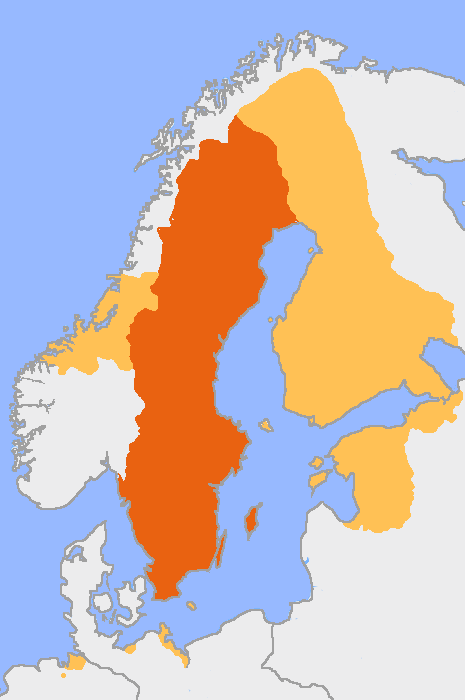
In 1658 bereikte Zweden bij de Vrede van Roskilde haar grootste territoriale uitbreiding. Het huidige Zweden is rood gekleurd.

Nog minderjarig volgde Karel XI zijn vader op. Het regentschap, waaronder zijn moeder, sloot de Vrede van Kopenhagen met Denemarken en het Verdrag van Oliva met Polen en Brandenburg, na het beëindigen van de Tweede Noordse Oorlog. Polen zag van alle aanspraken op Zweden en Denemarken af, en moest Skåneland aan Zweden afstaan. Omdat de financiële toestand aanmerkelijk slechter was geworden, was het regentschap genoopt zijn buitenlandse politiek te laten afhangen van de subsidies die de andere staten wilden geven, de Triple Alliantie (1668). Het bondgenootschap met Frankrijk (1672) bracht Zweden in oorlog met Brandenburg en Denemarken (1675-1679). In 1676 was Karel XI de overwinnaar van de bloedige Slag bij Lund, waarbij de helft van alle soldaten op het slagveld het leven liet.

## Oorlog met de Nederlanden en met Denemarken
In de Schoonse Oorlog streed Zweden aan twee fronten. De Zweden wisten zich te land te handhaven, maar ter zee moesten zij het afleggen tegen de Denen en de Hollanders. In Deense dienst versloeg Cornelis Tromp de Zweedse vloot. Frederik Willem I van Brandenburg, de keurvorst van Brandenburg-Pruisen, veroverde Stettin, Stralsund, Greifswald en Rügen (1678). Toen de Republiek bij de Vrede van Nijmegen een afzonderlijke vrede sloot, was Brandenburg bij de Vrede van St. Germain genoodzaakt Voor-Pommeren aan Zweden terug te geven, omdat het niet opgewassen was tegen de Fransen (1679). Ook Denemarken moest vrede sluiten.

## Opbouw
Na de vrede wijdde Karel XI zich aan het herstel van Zweden. Door beschermende maatregelen werd de industrie bevorderd, nieuwe mijnen ontgonnen en de financiële toestand verbeterd door de reduktionen, dit wil zeggen het terugdraaien van belastingen en onteigening van onder Christina I van Zweden verkochte domeinen, in het bezit gekomen van de adel. Een commissie had tot taak de edelen te dwingen, na desbetreffend onderzoek, de goederen terug te geven die de Kroon van rechtswege toekwamen (1682), een maatregel die vooral in Polen en de overzeese gebiedsdelen verbittering wekte. In 1689 nam Karel XI deel aan de Grote Alliantie. Het lukte Karel XI de absolute macht te verwerven door de soevereiniteitsverklaring van 1693, waarbij uitgesproken werd dat de koning niet verplicht was de Zweedse rijksdag bijeen te roepen.
In 1693 volgde hij Frederik Lodewijk van Palts-Zweibrücken (overleden in 1681) op in het sinds 1677 door Frankrijk bezette vorstendom Palts-Zweibrücken.
Karel XI raakte tijdens de vredesonderhandelingen tussen Zweden en Nederland bevriend met de Nederlandse ambassadeur-diplomaat Willem van Haren. Deze was de bouwheer van de in 1683 gebouwde, en naar hem vernoemde Van Harenskerk te Sint Annaparochie, Friesland waarvoor Karel XI zware koperen deuren voor de grafkapel schonk.

## Huwelijk en kinderen
Karel XI huwde in 1680 met Ulrika Eleonora van Denemarken, een dochter van Frederik III van Denemarken. Zij hadden de volgende kinderen:
- Hedwig Sophia (1681-1708), gehuwd met Frederik IV van Sleeswijk-Holstein-Gottorp
- Karel XII van Zweden (1682-1718)
- Gustaaf (1683-1685)
- Ulrich (1684-1685)
- Frederik (1685-1685)
- Karel Gustaaf (1686-1687)
- Ulrike Eleonora (1688-1741).

## Kwartierstaat
| Johan I van Palts-Zweibrücken (1550-1604) | Johan I van Palts-Zweibrücken (1550-1604) | Johan I van Palts-Zweibrücken (1550-1604) | Johan I van Palts-Zweibrücken (1550-1604) | Johan I van Palts-Zweibrücken (1550-1604)    | Johan I van Palts-Zweibrücken (1550-1604)    | Magdalena van Kleef (1553-1633)              | Magdalena van Kleef (1553-1633)              | Magdalena van Kleef (1553-1633)              | Magdalena van Kleef (1553-1633)              | Magdalena van Kleef (1553-1633)        | Magdalena van Kleef (1553-1633)        |                                        |                                        | Karel IX van Zweden (1550-1611)        | Karel IX van Zweden (1550-1611)        | Karel IX van Zweden (1550-1611) | Karel IX van Zweden (1550-1611) | Karel IX van Zweden (1550-1611) | Karel IX van Zweden (1550-1611) | Anna Maria van de Palts (1561-1589) | Anna Maria van de Palts (1561-1589) | Anna Maria van de Palts (1561-1589) | Anna Maria van de Palts (1561-1589) | Anna Maria van de Palts (1561-1589) | Anna Maria van de Palts (1561-1589) |  |  | Johan Adolf van Sleeswijk-Holstein-Gottorp (1575-1616) | Johan Adolf van Sleeswijk-Holstein-Gottorp (1575-1616) | Johan Adolf van Sleeswijk-Holstein-Gottorp (1575-1616) | Johan Adolf van Sleeswijk-Holstein-Gottorp (1575-1616) | Johan Adolf van Sleeswijk-Holstein-Gottorp (1575-1616)  | Johan Adolf van Sleeswijk-Holstein-Gottorp (1575-1616)  | Augusta van Denemarken (1580-1639)                      | Augusta van Denemarken (1580-1639)                      | Augusta van Denemarken (1580-1639)                      | Augusta van Denemarken (1580-1639)                      | Augusta van Denemarken (1580-1639)                         | Augusta van Denemarken (1580-1639)                         |                                                            |                                                            | Johan George I van Saksen (1585-1656)                      | Johan George I van Saksen (1585-1656)                      | Johan George I van Saksen (1585-1656)  | Johan George I van Saksen (1585-1656)  | Johan George I van Saksen (1585-1656)  | Johan George I van Saksen (1585-1656)  | Magdalena Sibylla van Pruisen (1586-1659) | Magdalena Sibylla van Pruisen (1586-1659) | Magdalena Sibylla van Pruisen (1586-1659) | Magdalena Sibylla van Pruisen (1586-1659) | Magdalena Sibylla van Pruisen (1586-1659) | Magdalena Sibylla van Pruisen (1586-1659) |  |  |  |  |  |  |  |  |  |  |  |  |  |  |  |  |  |  |  |  |  |  |  |  |  |  |  |  |  |  |  |  |  |  |  |  |  |  |  |  |  |  |  |  |  |  |  |  |
| Johan I van Palts-Zweibrücken (1550-1604) | Johan I van Palts-Zweibrücken (1550-1604) | Johan I van Palts-Zweibrücken (1550-1604) | Johan I van Palts-Zweibrücken (1550-1604) | Johan I van Palts-Zweibrücken (1550-1604)    | Johan I van Palts-Zweibrücken (1550-1604)    | Magdalena van Kleef (1553-1633)              | Magdalena van Kleef (1553-1633)              | Magdalena van Kleef (1553-1633)              | Magdalena van Kleef (1553-1633)              | Magdalena van Kleef (1553-1633)        | Magdalena van Kleef (1553-1633)        |                                        |                                        | Karel IX van Zweden (1550-1611)        | Karel IX van Zweden (1550-1611)        | Karel IX van Zweden (1550-1611) | Karel IX van Zweden (1550-1611) | Karel IX van Zweden (1550-1611) | Karel IX van Zweden (1550-1611) | Anna Maria van de Palts (1561-1589) | Anna Maria van de Palts (1561-1589) | Anna Maria van de Palts (1561-1589) | Anna Maria van de Palts (1561-1589) | Anna Maria van de Palts (1561-1589) | Anna Maria van de Palts (1561-1589) |  |  | Johan Adolf van Sleeswijk-Holstein-Gottorp (1575-1616) | Johan Adolf van Sleeswijk-Holstein-Gottorp (1575-1616) | Johan Adolf van Sleeswijk-Holstein-Gottorp (1575-1616) | Johan Adolf van Sleeswijk-Holstein-Gottorp (1575-1616) | Johan Adolf van Sleeswijk-Holstein-Gottorp (1575-1616)  | Johan Adolf van Sleeswijk-Holstein-Gottorp (1575-1616)  | Augusta van Denemarken (1580-1639)                      | Augusta van Denemarken (1580-1639)                      | Augusta van Denemarken (1580-1639)                      | Augusta van Denemarken (1580-1639)                      | Augusta van Denemarken (1580-1639)                         | Augusta van Denemarken (1580-1639)                         |                                                            |                                                            | Johan George I van Saksen (1585-1656)                      | Johan George I van Saksen (1585-1656)                      | Johan George I van Saksen (1585-1656)  | Johan George I van Saksen (1585-1656)  | Johan George I van Saksen (1585-1656)  | Johan George I van Saksen (1585-1656)  | Magdalena Sibylla van Pruisen (1586-1659) | Magdalena Sibylla van Pruisen (1586-1659) | Magdalena Sibylla van Pruisen (1586-1659) | Magdalena Sibylla van Pruisen (1586-1659) | Magdalena Sibylla van Pruisen (1586-1659) | Magdalena Sibylla van Pruisen (1586-1659) |  |  |  |  |  |  |  |  |  |  |  |  |  |  |  |  |  |  |  |  |  |  |  |  |  |  |  |  |  |  |  |  |  |  |  |  |  |  |  |  |  |  |  |  |  |  |  |  |
|                                           |                                           |                                           |                                           |                                              |                                              |                                              |                                              |                                              |                                              |                                        |                                        |                                        |                                        |                                        |                                        |                                 |                                 |                                 |                                 |                                     |                                     |                                     |                                     |                                     |                                     |  |  |                                                        |                                                        |                                                        |                                                        |                                                         |                                                         |                                                         |                                                         |                                                         |                                                         |                                                            |                                                            |                                                            |                                                            |                                                            |                                                            |                                        |                                        |                                        |                                        |                                           |                                           |                                           |                                           |                                           |                                           |  |  |  |  |  |  |  |  |  |  |  |  |  |  |  |  |  |  |  |  |  |  |  |  |  |  |  |  |  |  |  |  |  |  |  |  |  |  |  |  |  |  |  |  |  |  |  |  |
|                                           |                                           |                                           |                                           | Johan Casimir van Palts-Kleeburg (1589-1652) | Johan Casimir van Palts-Kleeburg (1589-1652) | Johan Casimir van Palts-Kleeburg (1589-1652) | Johan Casimir van Palts-Kleeburg (1589-1652) | Johan Casimir van Palts-Kleeburg (1589-1652) | Johan Casimir van Palts-Kleeburg (1589-1652) |                                        |                                        |                                        |                                        |                                        |                                        | Catharina Wasa (1584-1638)      | Catharina Wasa (1584-1638)      | Catharina Wasa (1584-1638)      | Catharina Wasa (1584-1638)      | Catharina Wasa (1584-1638)          | Catharina Wasa (1584-1638)          |                                     |                                     |                                     |                                     |  |  |                                                        |                                                        |                                                        |                                                        | Frederik III van Sleeswijk-Holstein-Gottorp (1597-1659) | Frederik III van Sleeswijk-Holstein-Gottorp (1597-1659) | Frederik III van Sleeswijk-Holstein-Gottorp (1597-1659) | Frederik III van Sleeswijk-Holstein-Gottorp (1597-1659) | Frederik III van Sleeswijk-Holstein-Gottorp (1597-1659) | Frederik III van Sleeswijk-Holstein-Gottorp (1597-1659) |                                                            |                                                            |                                                            |                                                            |                                                            |                                                            | Maria Elisabeth van Saksen (1610-1684) | Maria Elisabeth van Saksen (1610-1684) | Maria Elisabeth van Saksen (1610-1684) | Maria Elisabeth van Saksen (1610-1684) | Maria Elisabeth van Saksen (1610-1684)    | Maria Elisabeth van Saksen (1610-1684)    |                                           |                                           |                                           |                                           |  |  |  |  |  |  |  |  |  |  |  |  |  |  |  |  |  |  |  |  |  |  |  |  |  |  |  |  |  |  |  |  |  |  |  |  |  |  |  |  |  |  |  |  |  |  |  |  |
|                                           |                                           |                                           |                                           | Johan Casimir van Palts-Kleeburg (1589-1652) | Johan Casimir van Palts-Kleeburg (1589-1652) | Johan Casimir van Palts-Kleeburg (1589-1652) | Johan Casimir van Palts-Kleeburg (1589-1652) | Johan Casimir van Palts-Kleeburg (1589-1652) | Johan Casimir van Palts-Kleeburg (1589-1652) |                                        |                                        |                                        |                                        |                                        |                                        | Catharina Wasa (1584-1638)      | Catharina Wasa (1584-1638)      | Catharina Wasa (1584-1638)      | Catharina Wasa (1584-1638)      | Catharina Wasa (1584-1638)          | Catharina Wasa (1584-1638)          |                                     |                                     |                                     |                                     |  |  |                                                        |                                                        |                                                        |                                                        | Frederik III van Sleeswijk-Holstein-Gottorp (1597-1659) | Frederik III van Sleeswijk-Holstein-Gottorp (1597-1659) | Frederik III van Sleeswijk-Holstein-Gottorp (1597-1659) | Frederik III van Sleeswijk-Holstein-Gottorp (1597-1659) | Frederik III van Sleeswijk-Holstein-Gottorp (1597-1659) | Frederik III van Sleeswijk-Holstein-Gottorp (1597-1659) |                                                            |                                                            |                                                            |                                                            |                                                            |                                                            | Maria Elisabeth van Saksen (1610-1684) | Maria Elisabeth van Saksen (1610-1684) | Maria Elisabeth van Saksen (1610-1684) | Maria Elisabeth van Saksen (1610-1684) | Maria Elisabeth van Saksen (1610-1684)    | Maria Elisabeth van Saksen (1610-1684)    |                                           |                                           |                                           |                                           |  |  |  |  |  |  |  |  |  |  |  |  |  |  |  |  |  |  |  |  |  |  |  |  |  |  |  |  |  |  |  |  |  |  |  |  |  |  |  |  |  |  |  |  |  |  |  |  |
|                                           |                                           |                                           |                                           |                                              |                                              |                                              |                                              |                                              |                                              | Karel X Gustaaf van Zweden (1622-1660) | Karel X Gustaaf van Zweden (1622-1660) | Karel X Gustaaf van Zweden (1622-1660) | Karel X Gustaaf van Zweden (1622-1660) | Karel X Gustaaf van Zweden (1622-1660) | Karel X Gustaaf van Zweden (1622-1660) |                                 |                                 |                                 |                                 |                                     |                                     |                                     |                                     |                                     |                                     |  |  |                                                        |                                                        |                                                        |                                                        |                                                         |                                                         |                                                         |                                                         |                                                         |                                                         | Hedwig Eleonora van Sleeswijk-Holstein-Gottorp (1636-1715) | Hedwig Eleonora van Sleeswijk-Holstein-Gottorp (1636-1715) | Hedwig Eleonora van Sleeswijk-Holstein-Gottorp (1636-1715) | Hedwig Eleonora van Sleeswijk-Holstein-Gottorp (1636-1715) | Hedwig Eleonora van Sleeswijk-Holstein-Gottorp (1636-1715) | Hedwig Eleonora van Sleeswijk-Holstein-Gottorp (1636-1715) |                                        |                                        |                                        |                                        |                                           |                                           |                                           |                                           |                                           |                                           |  |  |  |  |  |  |  |  |  |  |  |  |  |  |  |  |  |  |  |  |  |  |  |  |  |  |  |  |  |  |  |  |  |  |  |  |  |  |  |  |  |  |  |  |  |  |  |  |
|                                           |                                           |                                           |                                           |                                              |                                              |                                              |                                              |                                              |                                              | Karel X Gustaaf van Zweden (1622-1660) | Karel X Gustaaf van Zweden (1622-1660) | Karel X Gustaaf van Zweden (1622-1660) | Karel X Gustaaf van Zweden (1622-1660) | Karel X Gustaaf van Zweden (1622-1660) | Karel X Gustaaf van Zweden (1622-1660) |                                 |                                 |                                 |                                 |                                     |                                     |                                     |                                     |                                     |                                     |  |  |                                                        |                                                        |                                                        |                                                        |                                                         |                                                         |                                                         |                                                         |                                                         |                                                         | Hedwig Eleonora van Sleeswijk-Holstein-Gottorp (1636-1715) | Hedwig Eleonora van Sleeswijk-Holstein-Gottorp (1636-1715) | Hedwig Eleonora van Sleeswijk-Holstein-Gottorp (1636-1715) | Hedwig Eleonora van Sleeswijk-Holstein-Gottorp (1636-1715) | Hedwig Eleonora van Sleeswijk-Holstein-Gottorp (1636-1715) | Hedwig Eleonora van Sleeswijk-Holstein-Gottorp (1636-1715) |                                        |                                        |                                        |                                        |                                           |                                           |                                           |                                           |                                           |                                           |  |  |  |  |  |  |  |  |  |  |  |  |  |  |  |  |  |  |  |  |  |  |  |  |  |  |  |  |  |  |  |  |  |  |  |  |  |  |  |  |  |  |  |  |  |  |  |  |
|                                           |                                           |                                           |                                           |                                              |                                              |                                              |                                              |                                              |                                              |                                        |                                        |                                        |                                        |                                        |                                        |                                 |                                 |                                 |                                 |                                     |                                     |                                     |                                     | Karel XI van Zweden (1655-1697)     |                                     |  |  |                                                        |                                                        |                                                        |                                                        |                                                         |                                                         |                                                         |                                                         |                                                         |                                                         |                                                            |                                                            |                                                            |                                                            |                                                            |                                                            |                                        |                                        |                                        |                                        |                                           |                                           |                                           |                                           |                                           |                                           |  |  |  |  |  |  |  |  |  |  |  |  |  |  |  |  |  |  |  |  |  |  |  |  |  |  |  |  |  |  |  |  |  |  |  |  |  |  |  |  |  |  |  |  |  |  |  |  |

Erik VI · Olaf II · Anund Jacob · Emund · Stenkil · Erik VII · Erik VIII · Halsten · Haakon · Inge I · Sven · Erik Årsäll · Filips · Inge II · Ragnvald · Magnus · Sverker I · Erik IX · Karel VII · Knoet I · Sverker II · Erik X · Johan I · Erik XI · Knoet II · Waldemar I · Magnus I · Birger I · Magnus II · Albrecht · Margaretha · Erik XIII · Christoffel · Karel VIII · Christiaan I · Johan II · Christiaan II · Gustaaf I · Erik XIV · Johan III · Sigismund · Karel IX · Gustaaf II Adolf · Christina · Karel X Gustaaf · Karel XI · Karel XII · Ulrike Eleonora · Frederik · Adolf Frederik · Gustaaf III · Gustaaf IV Adolf · Karel XIII · Karel XIV Johan · Oscar I · Karel XV · Oscar II · Gustaaf V · Gustaaf VI Adolf · Carl Gustaf XVI
- Bibsys: 90351052
- Bibliothèque nationale de France: cb13333228c (data)
- Gemeinsame Normdatei: 119160978
- International Standard Name Identifier: 0000 0000 5511 9093
- KulturNav: 0c7141c7-0355-45c4-b664-2d9ee51fa812
- Library of Congress Control Number: n80139721
- Nationale Bibliotheek van Letland: 000302123
- Nationale Bibliotheek van Tsjechië: xx0058719
- Nationale bibliotheek van Australië: 47753295
- Nationale Bibliotheek van Israël: 987007437880405171
- Nationale Bibliotheek van Polen: a0000001664756
- Nederlandse Thesaurus van Auteursnamen: 070605106
- Istituto Centrale per il Catalogo Unico: MODV530401
- LIBRIS: 226173
- Système universitaire de documentation: 073010685
- Trove: 1489134
- Virtual International Authority File: 2617864
- WorldCat: E39PCjrXDtQmpKwh9vcbcfXkrC